# Třída River (1942)
Třída River byla třída protiponorkových fregat Britského královského námořnictva stavěných v době druhé světové války. Původně byly označovány jako „dvoušroubové korvety“. Jejich hlavním úkolem byl doprovod konvojů v severním Atlantiku. Rozsáhlou třídu tvořilo plných 151 plavidel. Fregaty byly stavěny loděnicemi ve Spojeném království, Kanadě a Austrálii. Britské fregaty této třídy byly pojmenovány po řekách a kanadské po městech, přesto jsou všechna plavidla jednotně označována jako třída River. Za druhé světové války jich většinu provozovala námořnictva Velké Británie a Kanady, přičemž menší množství získaly Austrálie, Jižní Afrika, USA a Svobodná Francie. 
Byla to nejefektivnější protiponorková plavidla, stavěná za druhé světové války v Kanadě.
Třída River posloužila jako základ pro vývoj amerických fregat třídy Tacoma.
Po válce fregaty získala řada dalších zemí. Kanada část svých fregat třídy River rozsáhle modernizovala, čímž vznikla nová třída Prestonian.
Britská fregata HMS Plym (K271) byla zničena 3. října 1952 při operaci Hurricane, prvním britském jaderném testu, který se uskutečnil na ostrovech Montebello v západní Austrálii. Sloužila jako plovoucí platforma pro uložení jaderné bomby.
Zajímavou proměnou po válce prošla vyřazená kanadská fregata HMCS Stormont (K327), kterou řecký rejdař Aristoteles Onassis nechal přestavět na svou superjachtu Christina O. Fregata HMAS Diamantina (K377) se jako jediná dochovala jako muzejní loď.

## Pozadí vzniku

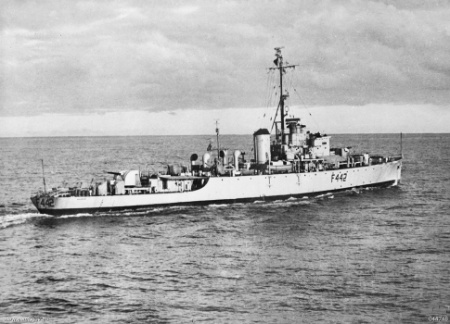
HMAS Murchison (K442)

Fregaty třídy River navrhl konstruktér William Reed z britské loděnice Smiths Dock Company v South Banku v hrabství Severní Yorkshire. Fregaty byly stavěny v letech 1941–1947 loděnicemi ve Spojeném království, Kanadě a Austrálii. Celkem bylo dokončeno 151 jednotek této třídy. Z toho kanadské loděnice postavily celkem 60 fregat této třídy, z nichž 10 bylo předáno Royal Navy a dvě US Navy.

## Konstrukce

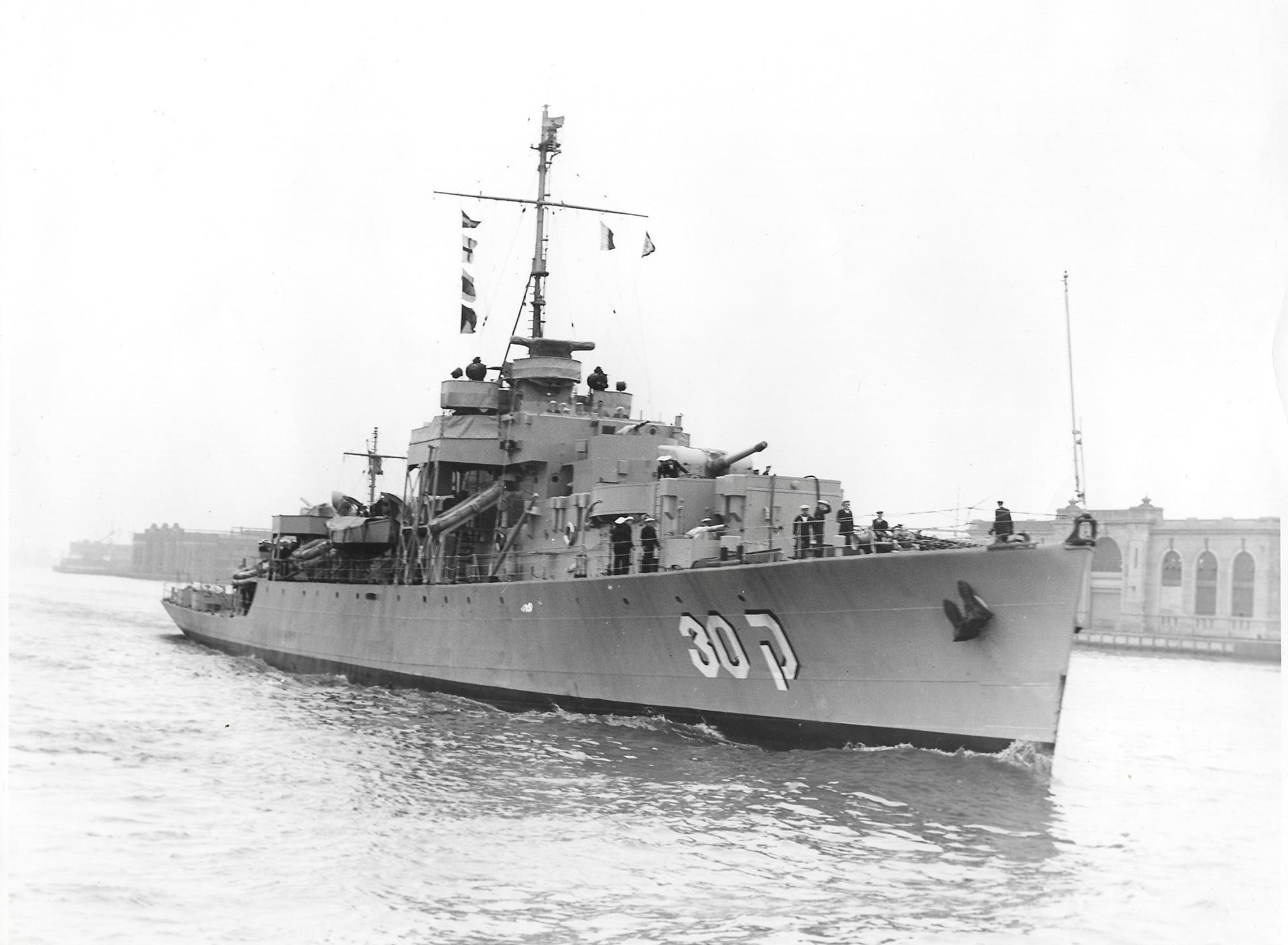
INS Misgav (Q30)

Hlavňovou výzbroj tvořily čtyři 102mm kanóny ve dvojhlavňových postaveních, jeden 76mm kanón a osm 20mm kanónů Oerlikon ve dvouhlavňových postaveních. K ničení ponorek sloužil salvový vrhač hlubinných pum Hedgehog, dále dvě skluzavky a čtyři vrhače hlubinných pum. Pohonný systém tvořily dva kotle a dva parní stroje, pohánějící dva lodní šrouby. Nejvyšší rychlost dosahovala 19–21 uzlů. Dosah byl 7200 námořních mil při 12 rychlosti uzlů.

## Uživatelé

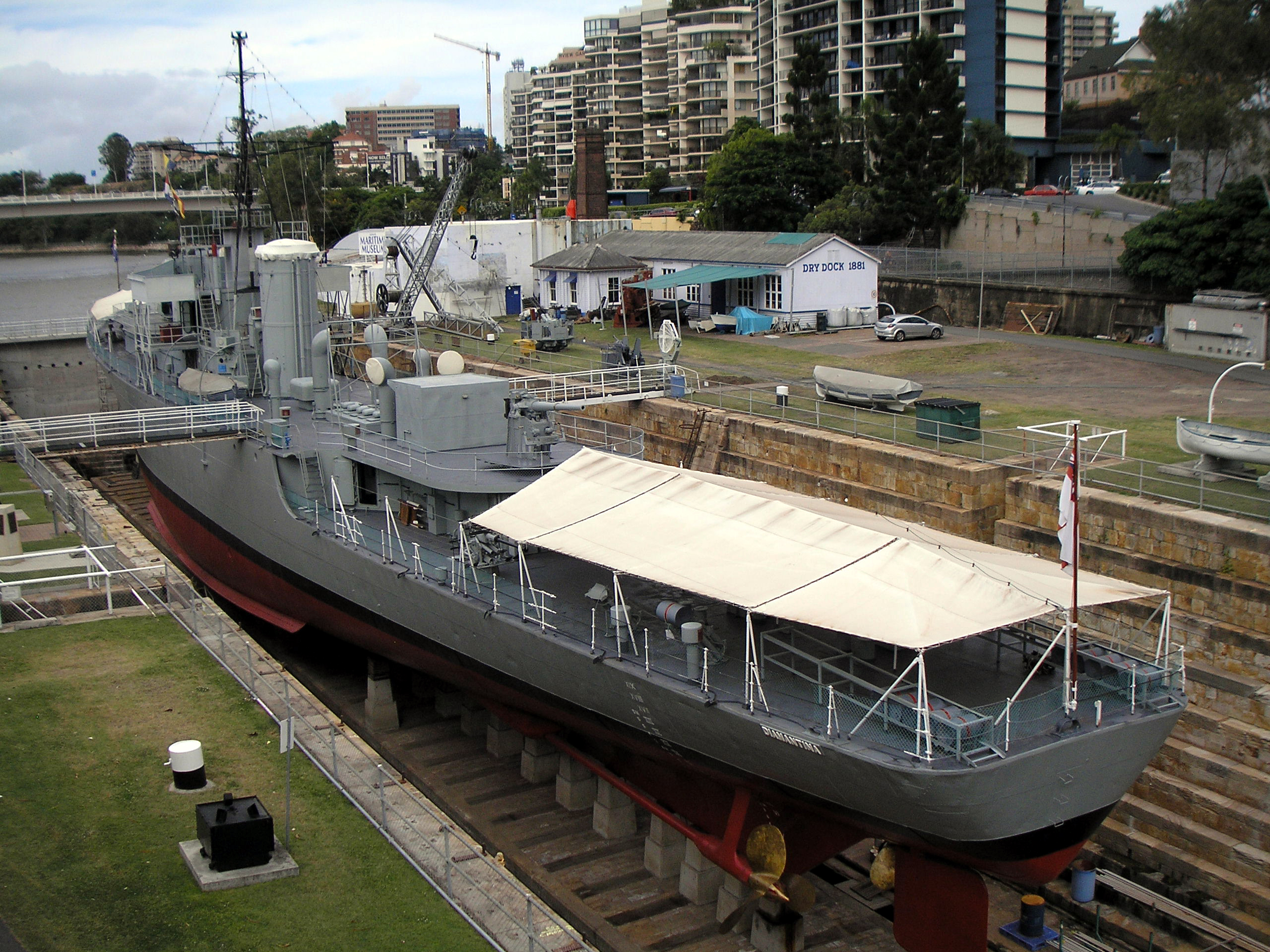
Jedinou dochovanou fregatou této třídy je australská HMAS Diamantina (K 377)

### Druhá světová válka
- Austrálie – Australské námořnictvo odebralo 12 plavidel.[3]

- Jihoafrická republika – Jihoafrické námořnictvo odebralo fregaty HMSAS Swale (ex HMS Swale, K 217) a HMSAS Teviot (ex HMS Teviot, K 222).[3]

- Kanada – Kanadské královské námořnictvo bylo druhým největším uživatelem třídy River. Po válce jich bylo osm sešrotováno, 11 potopeno jako vlnolamy, dvě přestavěny na meteorologická plavidla a zbylých 21 modernizováno na třídu Prestonian. Osud dalších není znám.[1]

- Nizozemsko – Nizozemské královské námořnictvo odebralo fregatu HNMS Johan Maurits van Nassau (ex HMS Ribble, K 251).[3]

- Spojené státy americké – Americké námořnictvo získalo fregaty USS Asheville (PF-1, ex HMS Adur, K 269) a USS Natchez (PF-2, ex HMS Annan, K 297).[3]

- Svobodná Francie – za druhé světové války odebrala šest fregat – Croix de Lorraine (ex HMS Glenarm, K 258), L'Aventure (ex HMS Braid, K 263), L'Escarmouche (ex HMS Frome, K 267), La Découverte (ex HMS Windrush, K 370), La Surprise (ex HMS Torridge, K 292) a Tonkinois (ex HMS Moyola, K 260).[3]

- Spojené království – Royal Navy bylo hlavním uživatelem třídy.

## Operační služba

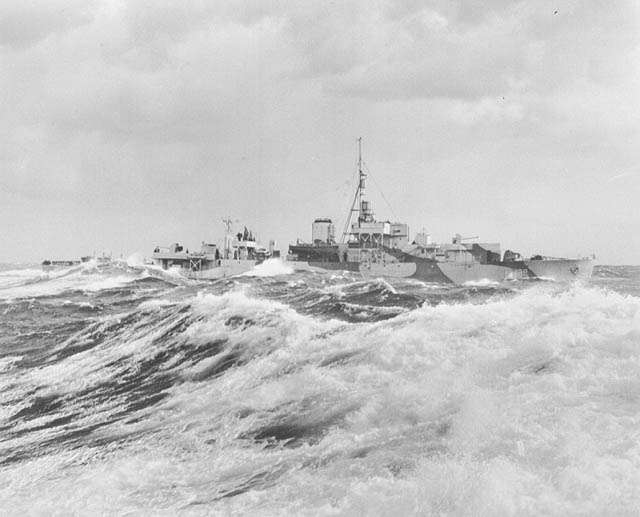
Kanadská fregata HMCS Swansea (K328)

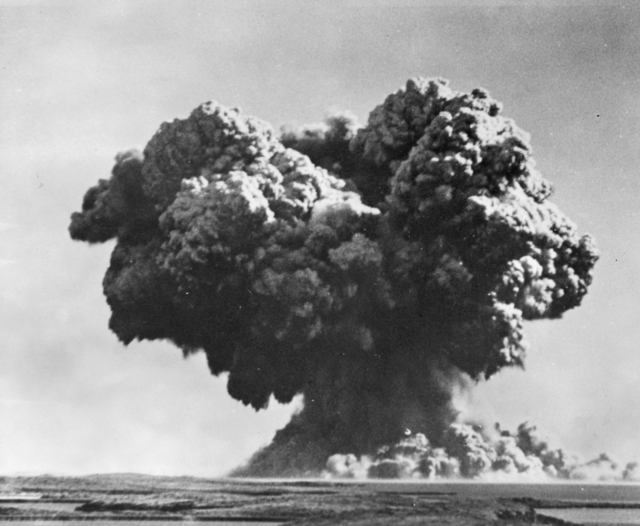
Zánik fregaty Plym při prvním britském jaderném testu

Za druhé světové války se kanadské fregaty třídy River podílely na potopení 12 německých ponorek. Nejúspěšnější kanadská fregata HMCS Swansea (K328) se podílela na potopení čtyř ponorek.
Za války bylo německými ponorkami zničeno devět fregat této třídy. Z toho čtyři byly potopeny a dalších pět neopravitelně poškozeno:
- HMS Lagan – 20. září 1943 těžce poškozena ponorkou U-270
- HMS Itchen – 23. září 1943 potopena ponorkou U-666
- HMS Cuckmere – 11. prosince 1943 těžce poškozena ponorkou U-223
- HMS Tweed – 7. ledna 1944 potopena ponorkou U-305
- HMCS Valleyfield – 7. května 1944 potopena ponorkou U-548
- HMS Mourne – 15. června 1944 potopena ponorkou U-767
- HMCS Chebogue – 4. října 1944 těžce poškozena ponorkou U-1227
- HMCS Magog – 14. října 1944 těžce poškozena ponorkou U-1223
- HMCS Teme – 29. března 1945 těžce poškozena ponorkou U-315